# Dictis edwardsi
Espèce
Synonymes
- Scytodes edwardsi Barrion, Barrion-Dupo & Heong, 2013

Dictis edwardsi est une espèce d'araignées aranéomorphes de la famille des Scytodidae.

## Distribution
Cette espèce est endémique de Hainan en Chine,. Elle se rencontre vers Panja.

## Description
La femelle holotype mesure 5,10 mm.

## Systématique et taxinomie
Cette espèce a été décrite sous le protonyme Scytodes edwardsi par Barrion, Barrion-Dupo et Heong en 2013. Elle est placée dans le genre Dictis par Lin, Wu, Cai, Li, Barrion et Heong en 2023.

## Étymologie
Cette espèce est nommée en l'honneur de Glavis Bernard Edwards.

## Publication originale
- Barrion, Barrion-Dupo, Catindig, Villareal, Cai, Yuan & Heong, 2013 : « New species of spiders (Araneae) from Hainan Island, China. » UPLB Museum Publications in Natural History, no 3, p. 1-103.